# Центральные равнины
Центра́льные равни́ны — равнины внутренней части Северной Америки, расположенные в США и Канаде. С северо-востока и юго-востока ограничены горами Аппалачи и Лаврентийской возвышенностью, на западе примыкают к Великим равнинам, на юге переходят в Примексиканскую низменность.

## Рельеф и геология
Центральные равнины представлены различными типами равнин: моренно-холмистыми, зандровыми и озёрными (на севере); моренными и лёссовыми с сильным долинным расчленением (в центральной части); возвышенными с типично эрозионным рельефом и карстом (на юге). Кроме того, на севере расположены куэстовые гряды, на юге — горы Бостон. Преобладающие высоты составляют 150—500 м. Большая часть Центральных равнин дренируется системой рек, принадлежащих бассейну Миссисипи. На севере сохранились следы древнего оледенения в виде холмов, гряд и котловин, где находится ряд крупных озёр (Великие озёра, Виннипег, Виннипегосис, Манитоба).
Центральные равнины сложены главным образом известняками, залегающими либо горизонтально, либо в виде пологих сводов. В пределах равнин имеются месторождения каменного угля, нефти, природного газа и поваренной соли; к плато Озарк встречаются месторождения свинцово-цинковых руд и барита.

## Климат и география
Климат умеренный, континентальный, на крайнем юге — субтропический. Количество осадков — от 400 до 1200 мм в год. В почвенном покрове на севере преобладают бурые лесные почвы, под смешанными и широколиственными лесами. На юге — чернозёмовидные почвы, образовавшиеся под высокотравными прериями. Последние практически полностью сведены в результате распашки и заселения территории. На севере сохранились отдельные массивы лесов, расположенных на возвышенностях, неудобных для хозяйственного освоения. Из млекопитающих больше всего грызунов.
Центральные равнины — один из важнейших сельскохозяйственных районов США и Канады (зерноводство и животноводство), более 75 % территории занимают населённые пункты и сельскохозяйственные угодья. На северо-востоке региона расположены крупные агломерации, такие как Чикаго, Детройт и Кливленд.